# Hans-Jochen Jaschke

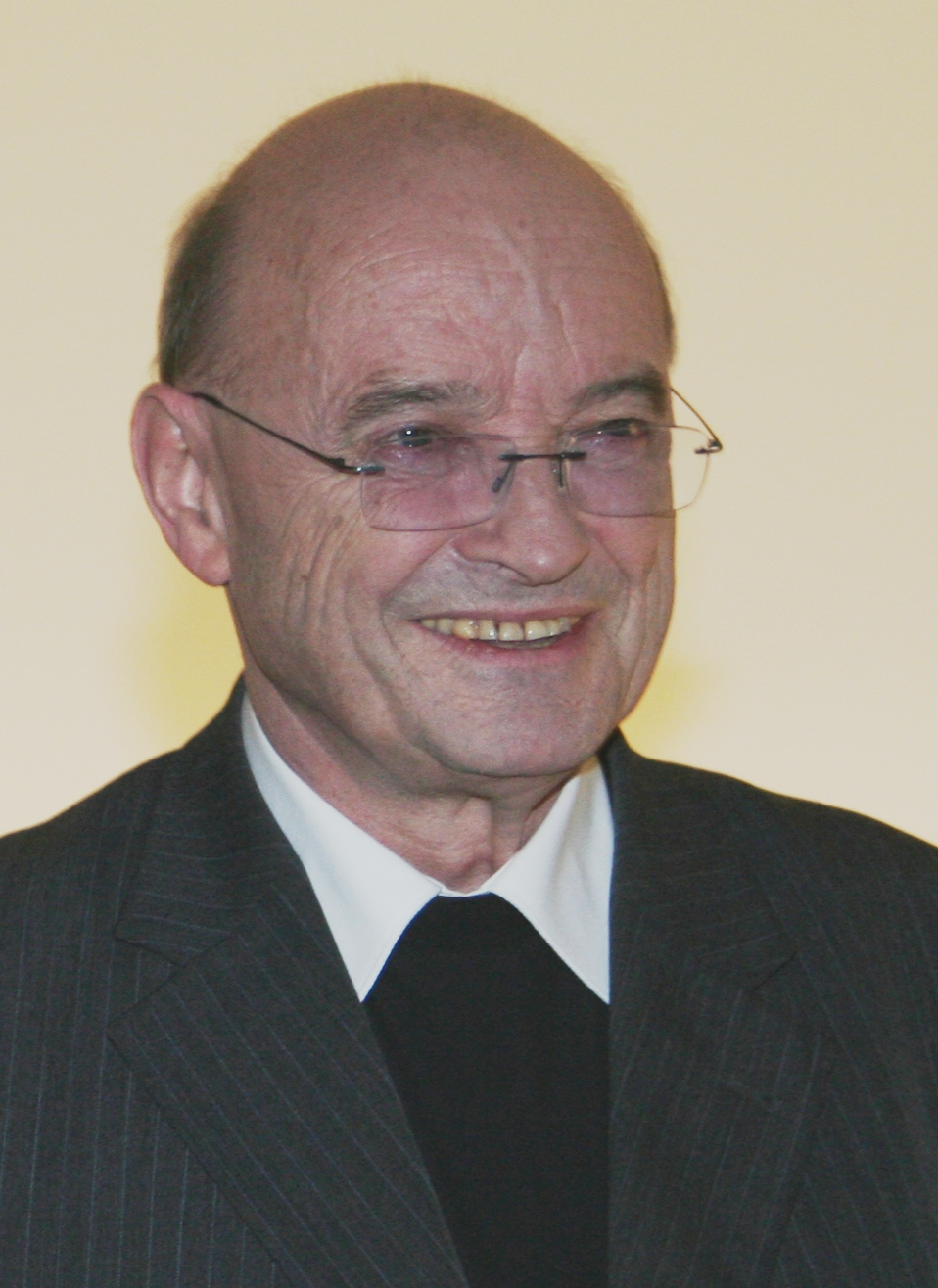
Weihbischof Hans-Jochen Jaschke (2010)

Jaschkes Bischofswappen; Wahlspruch: Donec dies illucescat – „Bis der Tag anbricht“ (2 Petr 1,19 EU)

Hans-Jochen Jaschke (* 29. September 1941 in Beuthen, Oberschlesien; † 11. Juli 2023 in Hamburg) war ein deutscher römisch-katholischer Geistlicher und Weihbischof im Erzbistum Hamburg.

## Leben
Hans-Jochen Jaschke, der Sohn eines Arztes, wuchs nach der Vertreibung aus Oberschlesien in Bückeburg auf. Er studierte von 1961 bis 1966 an der Philosophisch-Theologischen Hochschule Sankt Georgen in Frankfurt am Main und der Universität Münster. Er empfing die Diakonenweihe am 2. Juli 1966 und am 28. Januar 1967 im Dom St. Peter in Osnabrück die Priesterweihe. Im Februar 1967 feierte er seine Primiz in der Kirche St. Marien Immaculata Conceptio (Bückeburg). Er war von 1967 bis 1970 Vikar an der Propsteikirche St. Johann in Bremen. Von 1970 bis 1974 absolvierte er ein Promotionsstudium in München und Regensburg und wurde bei Joseph Ratzinger, dem späteren Papst Benedikt XVI., mit der Schrift „Der Heilige Geist im Bekenntnis der Kirche – Eine Studie zur Pneumatologie bei Irenäus von Lyon“ zum Dr. theol. promoviert. Er leitete von 1974 bis 1983 das Niels-Stensen-Kolleg, das Theologenkonvikt des Bistums Osnabrück in Münster. Danach war Jaschke bis 1988 Pfarrer in Quakenbrück.
Hans-Jochen Jaschke wurde 1988 durch Papst Johannes Paul II. zum Titularbischof von Tisili und zum Weihbischof im Bistum Osnabrück ernannt. Die Bischofsweihe spendete ihm am 8. Januar 1989 im Dom zu Osnabrück Ludwig Averkamp, Bischof von Osnabrück und späterer Erzbischof von Hamburg; Mitkonsekratoren waren Karl-August Siegel, Alt-Weihbischof in Osnabrück, und Theodor Kettmann, Weihbischof in Osnabrück.

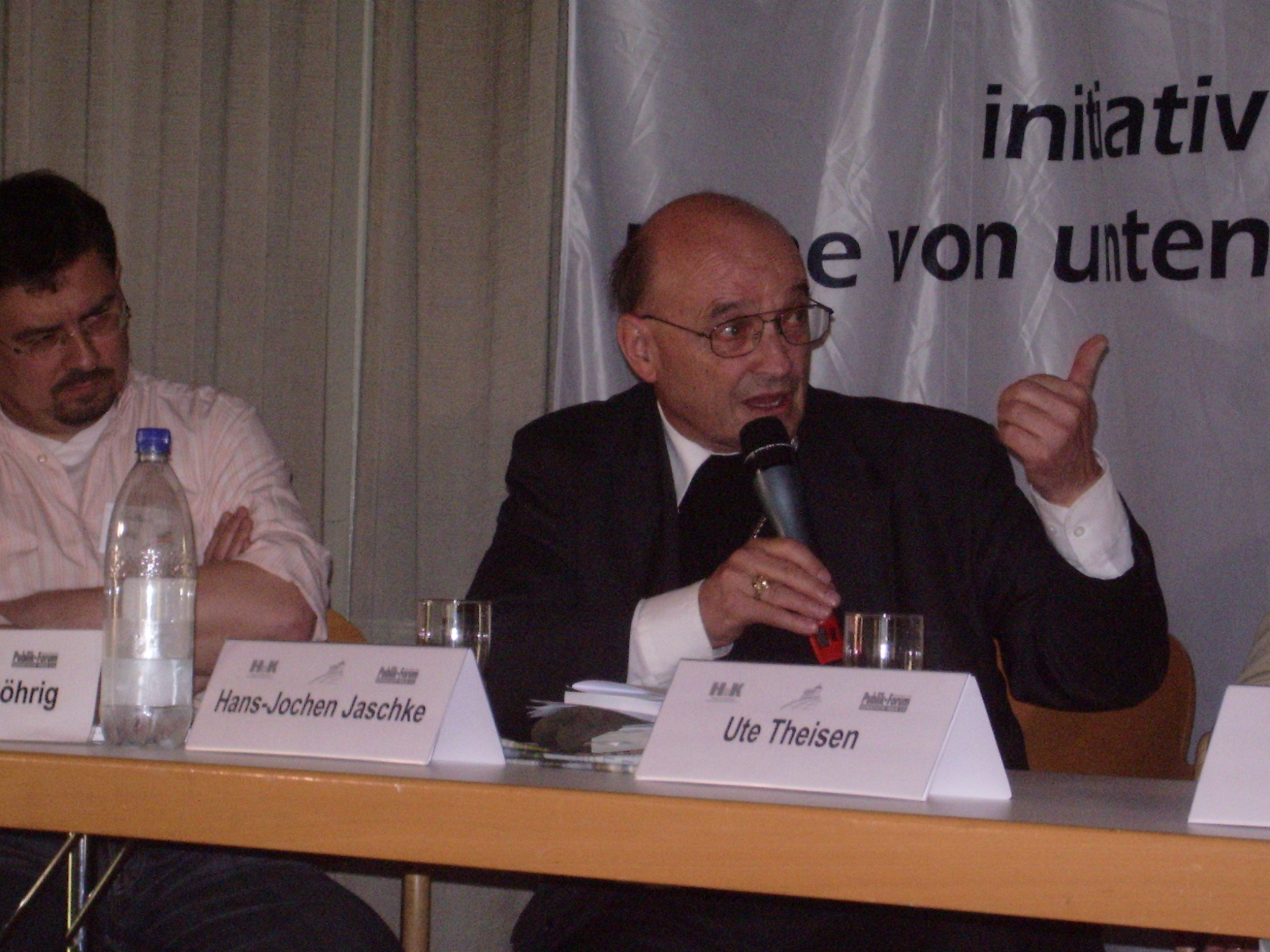
Hans-Jochen Jaschke während einer Podiumsdiskussion (2008)

Im Jahr 1994 wurde Jaschke zum Weihbischof im Erzbistum Hamburg bestellt. Er war mit der Errichtung des Erzbistums Hamburg im Jahr 1995 zudem als Bischofsvikar für Glaubenslehre, für die Fragen der Ökumene sowie für den Bereich Kirche, Kultur und Medien zuständig. Er leitete die Caritasverbände in Hamburg und Schleswig-Holstein und war Vorsitzender des Aufsichtsrates für das Marienkrankenhaus in Hamburg. Innerhalb der Deutschen Bischofskonferenz war er Mitglied der Ökumene-Kommission, Mitglied der Kommission Weltkirche und Vorsitzender der Unterkommission für den interreligiösen Dialog. Ferner war er der Vertreter der katholischen Kirche im Stiftungsrat der Stiftung Flucht, Vertreibung, Versöhnung. Weihbischof Hans-Jochen Jaschke war zudem der bischöfliche Beauftragte für die Seelsorge in der Bundespolizei (Bundesgrenzschutz), dieses Amt gab er 2016 an Weihbischof Wolfgang Bischof ab. Er war Beauftragter der Bischofskonferenz zur Vorbereitung des Katholikentages 2000 in Hamburg und Beauftragter der DBK für das Heilige Jahr 2000.
Von 2001 bis 2022 war Jaschke Vorstandsmitglied der Herbert-Scholl-Stiftung, die sich für die Förderung körperlich, geistig und sozial benachteiligter Jugendlicher im Großraum Hamburg einsetzte.
Jaschke war Ehrenmitglied des katholischen Studentenvereins K.St.V. Albingia im KV zu Hamburg, sowie seit 1997 der katholischen Studentenverbindungen A.V. Rheno-Guestfalia zu Kiel im CV und W.K.St.V. Unitas Tuisconia Hamburg im UV.
2003 wurde er von Kardinal-Großmeister Carlo Kardinal Furno zum Großoffizier des Ritterordens vom Heiligen Grab zu Jerusalem ernannt und am 8. April 2003 in Jerusalem investiert. Jaschke war zudem Kaplan der Deutschen Assoziation des Souveränen Malteserordens. Er gehörte der Freitagsgesellschaft Helmut Schmidts an.
Papst Franziskus nahm am 8. Oktober 2016 sein altersbedingtes Rücktrittsgesuch an. Hans-Jochen Jaschke starb am 11. Juli 2023 im Alter von 81 Jahren in Hamburg.

## Schriften
- Hans-Jochen Jaschke u. a.: Sankt Sophien – Hamburg-Barmbek – 90 Jahre in Gottes Hand, 1990
- Hans-Jochen Jaschke: Christus – gestern – heute – in Ewigkeit, DBK 1997
- Hans-Jochen Jaschke: Auf dem Weg zum Heiligen Jahr 2000, Sekretariat der Deutschen Bischofskonferenz 1. Januar 1999
  - Jesus Christus. Das menschliche Antlitz Gottes. Liturgische Arbeitshilfe für das erste Vorbereitungsjahr (Auf dem Weg zum Heiligen Jahr 2000, Band 1), 1997 (93 Seiten)
  - Gottes Geist in der Welt. Liturgische Arbeitshilfe für das zweite Vorbereitungsjahr 1998 (Auf dem Weg zum Heiligen Jahr 2000, Band 5), 1997  (182 Seiten)
  - Gottes Geist in der Welt. Pastorale Arbeitshilfe (Auf dem Weg zum Heiligen Jahr 2000, Band 6), 1997 (112 Seiten)
  - Christen vor der Zukunft. Unsere Verantwortung für die Gesellschaft (Auf dem Weg zum Heiligen Jahr 2000, Band 7), 1998 (125 Seiten)
- Gottes Geist in der Welt. Ökumenische Arbeitshilfe (Auf dem Weg zum Heiligen Jahr 2000, Band 8), 1998 (202 Seiten)
- Hans-Jochen Jaschke: Dialogbuch: Festschrift für Hans-Jochen Jaschke, S. Dreyer (Erzbistum Hamburg) 2001, ISBN 978-3-00-008199-6
- Fernando Enns, Hans-Jochen Jaschke (Hrsg.): Gemeinsam berufen, Friedensstifter zu sein. Zum Dialog zwischen Katholiken und Mennoniten. Neufeld Verlag Schwarzenfeld 2008, ISBN 978-3-937896-70-0
- Hans-Jochen Jaschke u. a.: Zur Legitimierbarkeit von Macht, Verlag Karl Alber 2008, ISBN 978-3-495-48330-5